# Бафало Гап (Јужна Дакота)
Бафало Гап (енгл. Buffalo Gap) град је у америчкој савезној држави Јужна Дакота.

## Демографија
По попису из 2010. године број становника је 126, што је 38 (-23,2%) становника мање него 2000. године.
| Група             | 2000.       | 2010.       |
| Белци             | 145 (88,4%) | 114 (90,5%) |
| Афроамериканци    | 0 (0,0%)    | 0 (0,0%)    |
| Азијати           | 0 (0,0%)    | 0 (0,0%)    |
| Хиспаноамериканци | 8 (4,9%)    | 1 (0,8%)    |
| Укупно            | 164         | 126         |